# Chissey-sur-Loue
Chissey-sur-Loue ist eine französische Gemeinde im Département Jura in der Region Bourgogne-Franche-Comté. Sie gehört zum Arrondissement Dole und zum Kanton Mont-sous-Vaudrey.

## Geografie
Chissey-sur-Loue grenzt im Osten an das Département Doubs und somit an Fourg, Liesle und Arc-et-Senans. Die Nachbargemeinden im Département Jura sind Écleux und Villers-Farlay im Süden, Chamblay im Südwesten, Chatelay und Germigney im Westen, Étrepigney im Nordwesten sowie Plumont und Fraisans im Norden. Im südlichen Gemeindegebiet verläuft der Fluss Loue, das Flüsschen Réverotte entspringt im Forêt de Chaux und durchquert die Gemeinde. Weiter nördlich durchqueren die Clauge und ihr späterer Zufluss Tanche das Gemeindegebiet.

### Verkehrsanbindung
Chissey-sur-Loue hat mit Chatelay einen gemeinsamen Bahnhof an der Bahnstrecke Dijon–Vallorbe, die Station Chatelay-Chissey.

## Geschichte
Eine frühe Erwähnung der Siedlung stammt aus dem 1. Jahrhundert, als diese von Galloromanen bewohnt wurde.

### Bevölkerungsentwicklung
| Jahr                       | 1962 | 1968 | 1975 | 1982 | 1990 | 1999 | 2008 | 2013 |
| Einwohner                  | 376  | 369  | 299  | 335  | 336  | 350  | 363  | 330  |
| Quellen: Cassini und INSEE |      |      |      |      |      |      |      |      |